# Bárbara Moriová
Bárbara Mori Ochoa (* 2. února 1978 Montevideo) je mexická herečka a modelka uruguayského původu.
Po otci má japonské kořeny, její matka je libanonského původu. V Mexiku žije od dvanácti let a ve čtrnácti letech se začala věnovat modelingu. Vystudovala herectví na El Centro de Estudios de Formación Actoral de TV Azteca. V roce 1997 se objevila v telenovele Tric-trac a v roce 2000 natočila svůj první film Inspiración. Od roku 2004 byla představitelkou titulní role v telenovele Rubí a získala za ni v roce 2005 cenu pro nejlepší herečku na Premios TVyNovelas. Namluvila také ve španělštině roli Cappy ve filmu Roboti. V roce 2010 hrála hlavní ženskou roli v indickém filmu Tanec draků. Jako filmová producentka debutovala filmem Viento en Contra (2011).
S hercem Sergiem Mayerem má syna Sergia. Ve 38 letech se stala babičkou.